# 李怡志
李怡志（英語：Richy Li，1972年6月15日—），臺北萬華人，臺灣網路媒體工作者、教育工作者、部落客，現為政治大學傳播學院專任教師、財團法人中央通訊社董事，曾在中時報系擔任記者、主編，後任職於Yahoo!奇摩近二十年。其專長領域為數位內容產品開發、網路數據分析、資訊視覺化與新聞圖表等，自2003年起時常在企業、大學進行資訊圖表相關知識傳授、教育訓練。

## 生平
先後自成功高中、淡江大學建築系畢業，後赴德國多特蒙德大學攻讀都市計畫碩士。
1997年返台後，陸續在不同公司負責網路相關工作。自1998年起在工作之餘，也曾兼任紅十字會急救教練。
1998年底進入中時報系負責網站工作，2000年轉任文字記者，開始從事新聞採訪寫作，直至2005年6月離開中時晚報。在此時期曾擔任高中大傳社的指導老師，並開始投入寫作成為部落客；也開始成為維基百科編輯者，為維基百科獎勵制度的起草人、中文維基百科條目質量提升計畫的導入者，並共同召集了台灣第一次維基百科聚會。
2005年7月起任職於Yahoo!奇摩，此時期開始時常至企業或大學分享網路媒體實務；直到2019年轉任全職教育工作，先在世新大學新聞系擔任專任助理教授，2020年再轉至國立政治大學傳播學院擔任專任教師。
2018年開始擔任報導者之董事，2020年應聘擔任中央通訊社之董事。

## 作品

### 著作
- 《我可以改變，讓自己的生命發光》財團法人喜瑪拉雅研究發展基金會，2004年12月。

### 翻譯
- 《香水之旅—暢遊徐四金的氣味世界》，2006年12月。
- 《跟著丹．布朗去旅行：暢銷小說實景之旅》，2006年4月。
- 《文化管理A-Z：600個大學與職業專用名詞》( Kultur-management von A-Z : 600 Begriffe fur Studimn und Beruf ) ，五觀出版社，2004年10月。

## 外部連結
- 李怡志的個人網站
- 李怡志的個人部落格，存档于（存檔日期 2020-02-18）